# BMW R 1200 R
Die BMW R 1200 R (K27) ist ein Motorrad des Fahrzeugherstellers BMW. Der Roadster wurde am 7. Juli 2006 auf dem 6. Internationalen BMW Motorrad Bikermeeting in Garmisch-Partenkirchen erstmals als Nachfolger der R 1150 R vorgestellt und ist technisch weitgehend identisch mit dem Sporttourer R 1200 ST und dem Reise-Tourer R 1200 RT, jedoch ohne Verkleidung. Es wurde ab Anfang 2007 ausgeliefert.
Ab der Modellpflege im März 2011 wurde der schon in der HP2 Sport und ab 2010 in der R 1200 GS eingesetzte Zylinderkopf mit zwei oben liegenden Nockenwellen und vier radial angeordneten Ventilen verbaut. Des Weiteren wurden Cockpit und Scheinwerferhalterung, Vorderradgabel, Schalldämpfer, Felgen, Heck und Rückspiegel verändert. Unter der Bezeichnung R 1200 R Classic mit Drahtspeichenrädern und klassischer schwarz-weißer Lackierung wurde eine Variante mit leichter Retro-Anmutung angeboten.

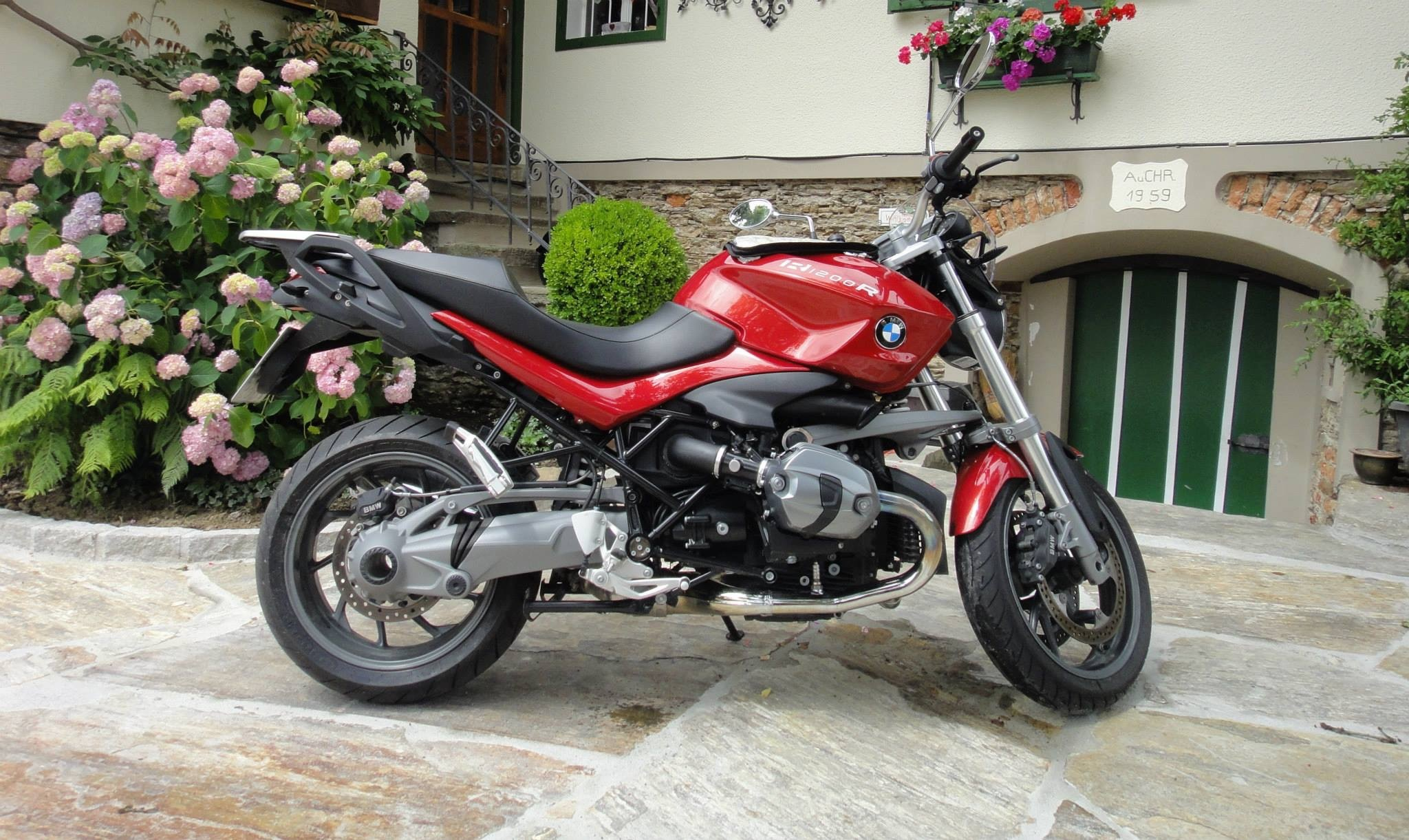
Zweite Serie (2011–2014) Werkscode 0400

Mit dem Modelljahr 2015 wurde die R 1200 R (K27) Ende 2014 nach mehr als 50.000 Exemplaren vom vollständig neukonstruierten Nachfolgemodell R 1200 R (K53) mit einem wassergekühlten Boxermotor abgelöst.
Ihre Technik wurde weitgehend für die 2014 eingeführte R nineT (K21) übernommen. Diese verfügt jedoch u. a. über eine Upside-down-Gabel statt einer Telelever, eine stark unterschiedliche Rahmenkonstruktion, andere Bremssättel und Abgaskomponenten.

## Technische Daten
Der luft- und ölgekühlte Zweizylinder-Viertaktmotor erzeugt eine Nennleistung von 80 oder 81 kW (109 oder 110 PS). Die Nennleistung erfordert Treibstoff mit einer Klopffestigkeit von 98 Oktan. Erstmals setzte BMW Klopfsensoren zur Regelung des Zündzeitpunktes und zur Anpassung an Kraftstoffqualitäten ein. Der Boxermotor hat einen Hubraum von 1170 cm³ (Bohrung 101 mm, Hub von 73 mm). Das Verdichtungsverhältnis beträgt 12,0 : 1. Das Motorrad beschleunigt in 3,4 Sekunden von 0 auf 100 km/h und erreicht eine Höchstgeschwindigkeit von 220 km/h.
Der zweiteilige Rahmen besteht aus Vorder- und Heckrahmen mit mittragender Motor-Getriebe-Einheit. Die Fahrwerkseinstellung kann elektronisch über die Federvorspannung und Dämpfung in neun Stufen verändert werden. Der Kraftstofftank fasst 18 Liter, von denen ca. drei Liter Reserve sind, und ermöglicht eine maximale Reichweite von über 350 Kilometern. Bei einer konstanten Geschwindigkeit von 90 km/h verbraucht die Maschine 4,1 l/100 km. Wird mit einer konstanten Geschwindigkeit von 120 km/h gefahren, steigt der Verbrauch auf 5,5 l/100 km. Der Hersteller empfiehlt, Superplus/Super mit 95–98 Oktan zu tanken. Das eingetragene Standgeräusch beträgt 90 dB (A), das Fahrgeräusch 79 dB (A).
Das Motorrad hat vorne und hinten jeweils 17 Zoll große Gussräder aus Aluminium. Die Reifengröße vorn ist 120/70 ZR 17, hinten 180/55 ZR 17. Das Vorderrad wird an einem Telelever, das Hinterrad an einem Paralever geführt.
Fahrfertig und vollgetankt wiegt die R 1200 R 223 kg. Die maximale Zuladung beträgt 227 kg. Als Serienausstattung (seit 2013 bei jedem BMW-Motorrad) wird ein teil-integrales Antiblockiersystem (ABS) und eine optionale Antriebsschlupfregelung mit der Bezeichnung Automatic Stability Control (ASC) angeboten.

## Kritik
„Ein gelungenes Bike, das sogar GS-Treiber irritieren wird, lässt es sich doch trotz des breiten 180er Hinterreifens noch einen Tick leichter um die Kurve zirkeln. Dabei ist die ‚R‘ kein Heizgerät, sondern ein begeisterndes Vehikel für Genuss-Touren auf Land- und Bergstraßen.“